# Zhenzi
Zhenzi (kinesiska: 榛子镇, 榛子) är en köping i Kina. Den ligger i provinsen Hebei, i den norra delen av landet, omkring 170 kilometer öster om huvudstaden Peking. Antalet invånare är 55 216. Befolkningen består av 27 265 kvinnor och 27 951 män. Barn under 15 år utgör 17,0 %, vuxna 15-64 år 73 %, och äldre över 65 år 9,0 %.
Genomsnittlig årsnederbörd är 846 millimeter. Den regnigaste månaden är augusti, med i genomsnitt 199 mm nederbörd, och den torraste är januari, med 2 mm nederbörd.